# Les Aventures de Jérôme Moucherot

Les Aventures de Jérôme Moucherot est une série de bande dessinée écrite et dessinée par François Boucq.
Le personnage de Jérôme Moucherot (alors écrit Mouchero) était apparu dans l'œuvre de Bouq dès 1984, dans l'une des nouvelles du recueil Les Pionniers de l'aventure humaine.

## Synopsis
On y découvre la vie quotidienne de Jérôme Moucherot (« le tigre du Bengale », ainsi que le surnomme sa femme), agent d'assurance dans un monde qui est vraiment une jungle et dont les habitants sont très proches des animaux : les assureurs sont comparés aux fauves, les loubards aux singes...

### Les dents du recoin
Jérôme Moucherot et sa famille mangent tranquillement quand un requin surgit du mur et emporte le bébé.
Avec l'aide de Leonard de Vinci, le voisin du dessus, Jérôme Moucherot pénètre alors dans la cinquième dimension afin de retrouver son fils.

## Personnages principaux
- Jérôme Moucherot, dit le tigre du Bengale : agent d'assurance
- Madame Moucherot : son épouse
- Riri, Fifi et Loulou : leurs enfants
- Leonard De Vinci : le voisin du dessus, inventeur
- les autres agents d'assurance, eux aussi des grands fauves

## Albums
1. Les Dents du recoin (1994)
2. Sus à l'imprévu ! (1998)[1]
3. Le Péril pied-de-poule (1998)
4. J'assure ! (1999)
5. Le manifeste du mâle dominant (2012)
6. Une quête intérieure tout en extérieur, histoire de pas salir chez soi (2019)

## Éditeur
- Casterman (collection « Studio (À Suivre) ») : tome 1 (première édition du tome 1)
- Casterman : tomes 1 à 4 (première édition des tomes 2 à 4)